# مارگارت نیکولز (انیماتور)
مارگارت نیکولز (متولد ۱۹۳۰ - درگذشت ۵ نوامبر ۲۰۱۲) یک انیماتور و کارگردان تلویزیون آمریکایی بود . او به نام‌های حرفه‌ای مارگارت فلورس نیکولز و مارگارت گرول نیز شناخته می‌شود. 
او کارگردانی چندین مجموعه انیمیشن تلویزیونی را کارنامه خود دارد، از جمله تبدیل شوندگان از ۱۹۸۵ تا ۱۹۸۶ به اضافه چهار سری از همین مجموعه در سال ۱۹۸۶، دوستان گلو، رویاپردازان ماه، بچه‌های کله سیب زمینی، اسب تک‌شاخ کوچولوی من از ۱۹۸۶ تا ۱۹۸۷ و مجموعه فراگل راک در ۱۹۸۷.  

نیکولز در اواسط دهه 1990 بازنشسته شد. وی در ۵ نوامبر ۲۰۱۲ در سن ۸۲ سالگی درگذشت  